# Chodosiwka
Chodosiwka (ukr. Ходосівка, hist. pol. Chodosówka) – wieś na Ukrainie, w obwodzie kijowskim, w rejonie obuchowskim, w hromadzie Fedosijiwka. W 2001 liczyła 1354 mieszkańców, spośród których 1314 wskazało jako ojczysty język ukraiński, 38 rosyjski, 1 białoruski, 1 ormiański.